# 百草 (多摩市)
百草（もぐさ）は、東京都多摩市の地名。郵便番号は206-0004。元は日野市百草の飛び地だった。

## 地理
多摩市の北東部に位置して、隣接する町名は、和田、愛宕、貝取、東寺方などがある。稲荷塚古墳の所在地としても知られる。

## 世帯数と人口
2018年（平成30年）1月1日現在の世帯数と人口は以下の通りである。
| 大字 | 世帯数  | 人口  |
| ---- | ------- | ----- |
| 百草 | 414世帯 | 842人 |

## 小・中学校の学区
市立小・中学校に通う場合、学区は以下の通りとなる。
| 番地                                         | 小学校                 | 中学校               |
| -------------------------------------------- | ---------------------- | -------------------- |
| 1214～1226番地 1229～1230番地 1233～1234番地 | 多摩市立多摩第二小学校 | 多摩市立和田中学校   |
| その他                                       | 多摩市立愛和小学校     | 多摩市立東愛宕中学校 |

## 交通
移動手段は京王バスのみ。域内にバス停はないが、隣接した地域を通る以下の路線を利用できる。
- 永71 地蔵堂 - こうしん塚通り - 永山駅
- 桜72 聖蹟桜ヶ丘駅 - 一の宮 - 愛宕東 - 愛宕神社 - 鹿島 - 多摩センター駅
- 桜73 聖蹟桜ヶ丘駅 - 一の宮 - 愛宕東 - 愛宕神社 - 鹿島 - 多摩センター駅 - 多摩南部地域病院

## 施設
- デイサービスセンターなごやか多摩
- 多摩保育園
- 恋路稲荷神社
- 株式会社瞬報社写真印刷

## その他
- スーパー銭湯「おふろの王様」多摩百草店は当地には無い（所在地は和田）。